# Schizoporella occidentalae
Schizoporella occidentalae is een mosdiertjessoort uit de familie van de Schizoporellidae. De wetenschappelijke naam van de soort is voor het eerst geldig gepubliceerd in 1964 door Soule & Soule.